# 克雷韋尼庫鄉
44°14′N 25°35′E / 44.233°N 25.583°E
克雷韋尼庫鄉（羅馬尼亞語：Comuna Crevenicu, Teleorman），是羅馬尼亞的鄉份，位於該國南部，由特列奧爾曼縣負責管轄，處於布加勒斯特以西50公里，每年平均降雨量986毫米，海拔高度84米，2007年人口1,642。